# Águia Imperial (escola de samba)
O Associação Recreativa Desportiva e Cultural Escola de Samba Águia Imperial de Ceilândia, é uma escola de samba brasileira, sediada em Ceilândia, no Distrito Federal. A escola foi campeã do carnaval de Brasília por 4 vezes, em 1998, 1999, 2006 e 2008.

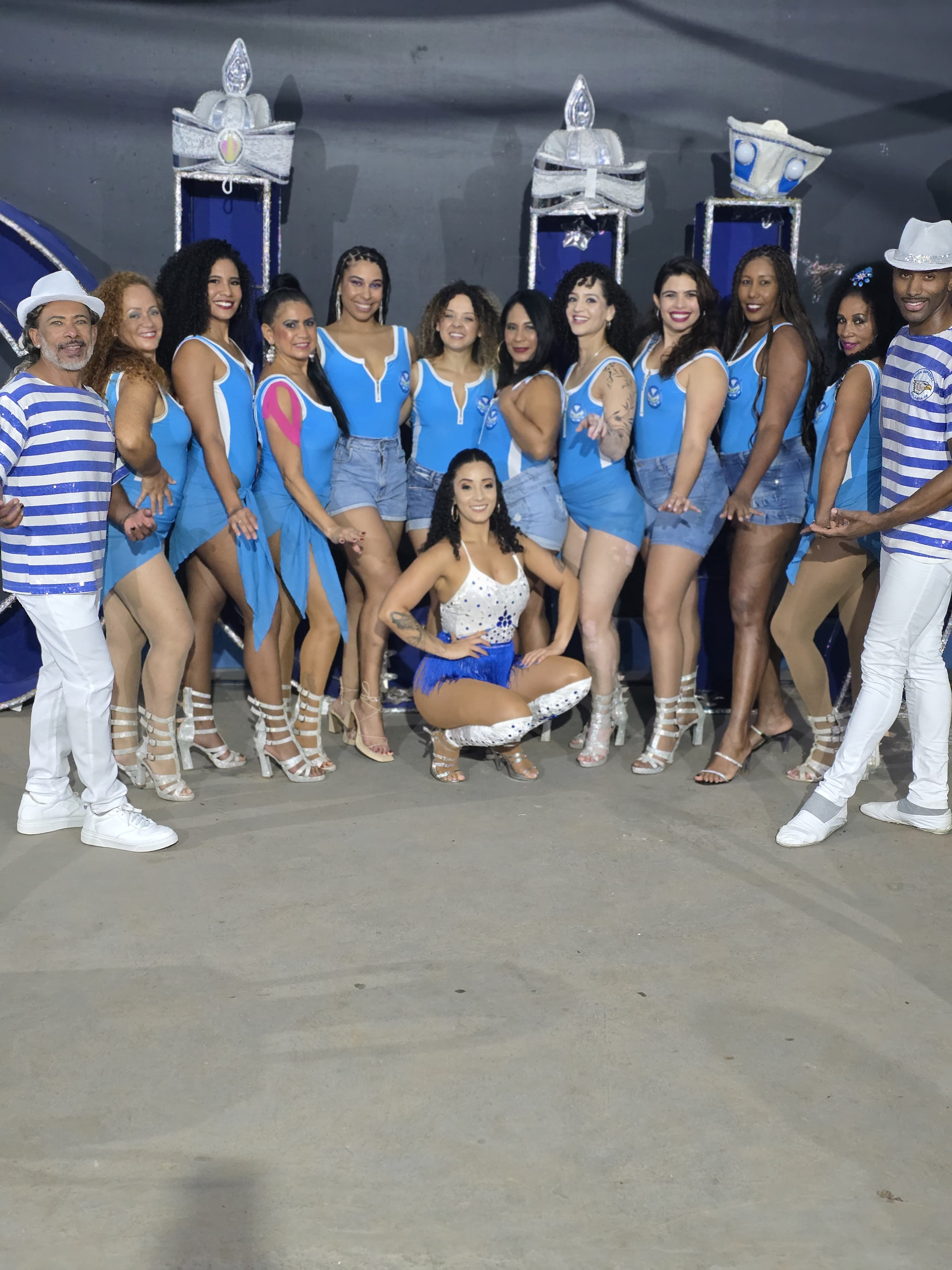
Ala de Passistas Escola de Samba Águia Imperial 2024

A escola tem sede permanente no "P Norte" em Ceilândia:
EQNP 11/15 Modulo B Área Especial, S/N
Ceilândia Norte, Distrito Federal - Brasil.
72241532

## Segmentos

### Presidentes
| Nome                          | Mandato        | Ref. |
| ----------------------------- | -------------- | ---- |
| Geomá Climintino Leite (Pará) | ? - atualidade |      |

### Diretores
| Ano  | 1º Secretário   | Diretor Social       | Diretor de Carnaval | Diretor de harmonia | Mestre de bateria | Ref. |
| ---- | --------------- | -------------------- | ------------------- | ------------------- | ----------------- | ---- |
| 1984 | Mateus da Silva | Suelenito dos Santos | João Gomes          |                     | Carlos            |      |
| 2014 |                 |                      |                     | Cláudio e Rivelino  | Wagner            |      |
| 2015 |                 |                      |                     |                     |                   |      |

## Carnavais
| Ano  | Colocação   | Grupo    | Enredo                                                                   | Carnavalesco             | Ref.        |
| ---- | ----------- | -------- | ------------------------------------------------------------------------ | ------------------------ | ----------- |
| 2010 | Vice-Campeã | Especial | Cinquenta anos de história                                               |                          | [ 5 ] [ 6 ] |
| 2011 | Vice-Campeã | Especial | A história do dinheiro                                                   |                          | [ 7 ]       |
| 2012 | 3º lugar    | Especial | Brasil, 90 anos de modernismo                                            |                          | [ 8 ]       |
| 2013 | 5º lugar    | Especial | Mitos, lendas, mistérios, histórias do nosso carnaval                    |                          | [ 9 ]       |
| 2014 | 3º lugar    | Especial | O nordeste e o folclore estarão na Avenida Intérprete: Luizinho Andanças | Marcílio, Ivan e Carioca | [ 10 ]      |
| 2015 |             | Especial | África: Berço da Humanidade e do Conhecimento.                           | Walter Nicolau           |             |